# Wilhelm Koppa

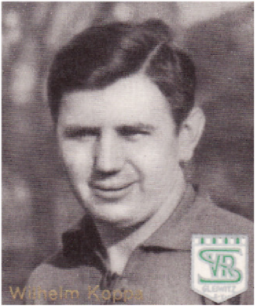
Aufnahme aus dem Jahr 1938

Wilhelm Koppa (* 23. Februar 1911 in Gleiwitz; † unbekannt) war ein deutscher Fußballspieler.

## Karriere

### Vereine
Koppa gehörte Vorwärts-Rasensport Gleiwitz an und bestritt als Abwehrspieler zunächst in der Saison 1932/33 in der vom Südostdeutschen Fußball-Verband ausgetragenen Meisterschaft Punktspiele in der A-Klasse Oberschlesien. Als Meister aus dieser mit einem Punkt vor dem Beuthener SuSV 09, dem Meister aus dem Vorjahr, hervorgegangen, nahm er mit seiner Mannschaft an der Endrunde um die Südostdeutsche Meisterschaft teil. Die sechs Mannschaften umfassende und in einem Rundenturnier ausgetragene Finalstaffel wurde mit zwei Punkten hinter dem Beuthener SuSV 09 als Zweitplatzierter abgeschlossen. Somit spielte seine Mannschaft gegen den Sieger der aus sechs Mannschaften aus den schwächeren Bezirken bestehenden Staffel II; das in Hin- und Rückspiel ausgetragene Entscheidungsspiel um die Vizemeisterschaft wurde im Gesamtergebnis von 7:1 gegen den STC Görlitz gewonnen. Mit diesem Erfolg war seine Mannschaft in der Endrunde um die Deutsche Meisterschaft vertreten. Sein erstes von insgesamt 36 Endrundenspielen bis 1941 bestritt er am 7. Mai 1933 im Düsseldorfer Rheinstadion bei der 0:9-Niederlage gegen Fortuna Düsseldorf.
Von 1934 bis 1939 spielte er in der Gauliga Schlesien in einer von 16 Gauligen in der Zeit des Nationalsozialismus als einheitliche höchste Spielklasse im Deutschen Reich. Wurde die Premierensaison noch als Viertplatzierter abgeschlossen, so schlossen sich in den darauffolgenden zwei Spielzeiten die jeweiligen Gaumeisterschaften an, wie auch 1938 und 1939.  Die Saison 1939/40 bestritt er in der Gruppe Oberschlesien, eine der in zwei Gruppen aufgeteilten Gauliga Schlesien, neben der Gruppe Mittel- und Niederschlesien. Das Gaumeisterschaftsfinale gegen den Breslauer FV 06 wurde nach Hin- und Rückspiel mit 14:3 gewonnen. Seine letzte Saison, 1940/41, spielte er erneut in der leistungsdichteren und nicht in Gruppen unterteilten Gauliga Schlesien.
Als sechsmaliger Gaumeister Schlesien und den damit verbundenen Teilnahmen an den Endrundenspielen um die Deutsche Meisterschaft bestritt er insgesamt 36 Spiele, wobei er 1935, 1938 und 1939 jeweils alle sechs Gruppenspiele bestritt und 1936 darüber hinaus, auch das Halbfinale und das Spiel um Platz 3. Seine einzigen beiden Tore erzielte er am 19. Mai 1935 im vorletzten Spiel der Gruppe A beim 2:2-Unentschieden gegen Yorck Boyen Insterburg mit den Treffern zum 1:0 und 2:0 in der 13. und 33. Minute.
Im 1935 eingeführten Wettbewerb um den Tschammerpokal, dem Pokalwettbewerb für Vereinsmannschaften, kam er von 1935 bis 1940, außer im Jahr 1937, insgesamt 12 Mal zum Einsatz und erzielte drei Tore. Seine ersten zwei gelangen ihm bei seinem Debüt am 1. September 1935 beim 9:1-Erstrundensieg gegen den Breslauer FV 06.

### Auswahlmannschaft
Als Spieler der Gauauswahlmannschaft Schlesien nahm er 1938/39 am Gauauswahlwettbewerb um den Reichsbundpokal teil. Nach Siegen über die Gauauswahlmannschaften Nordmark, Ostmark, Württemberg erreichte er das Finale, das am 5. März 1939 in Dresden mit 2:1 gegen die Gauauswahlmannschaft Bayern gewonnen wurde. Mit Richard Kubus, Günther Mettke, Robert Pischzek, Ernst Plener, Reinhard Schaletzki und Alfred Wydra spielten sechs weitere Spieler aus seinem Verein im Finale.

## Erfolge
- Vierter der Deutschen Meisterschaft 1936
- Gaumeister Schlesien 1935, 1936, 1938, 1939, 1940, 1941
- Zweiter der Südostdeutschen Meisterschaft 1933
- Oberschlesischer Meister 1933
- Reichsbundpokal-Sieger 1939 (mit der Gau-Auswahl Schlesiens)